# Николай Михайлов (колоездач)
Вижте пояснителната страница за други личности с името Николай Михайлов.
Николай Михайлов (роден на 8 април 1988 година в Свиленград) е професионален български колоездач. Професионално се занимава с колоездене от 2008 г., а от 2012 г. се състезава за професионалния отбор на ССС Полковице. През 2015 г. става първият българин взел участие в Обиколката на Италия.

## Значими постижения
2011
- Шампион на България в индивидуалното бягане по часовник
- Етапни победи в Тур дьо Ла Манш, (Франция и Англия)
- Етапни победи в Букле де Л'Артоа, (Франция)
- Второ място в етап в Обиколката на Сърбия

2012 
- Шампион на България в индивидуалното бягане по часовник
- 1-ви, Балтик Карконоше тур, (Полша)
- 1-ви, Гран при на Олщин, (Полша)

2013 
- 5-и, Обиколка на Хайнан, (катерачи)

2014 
- Шампион на България в общия старт на шосе
- 1-ви, Критериум в Обиколката на Мазовия, (Полша)

2015
- Балкански шампион в индивидуалното бягане по часовник[2]
- Става първият българин, който взема участие в една от трите най-престижни колоездачни обиколки в Европа – Джиро д'Италия.[3]. В седмия етап привлича вниманието на колоездачната публика, след като близо 220 км е в челната четворка откъснали се състезатели. [1]

2016
- 1-ви, Обиколка на Сибиу, (Румъния)